# MC Juice
Terrence C. Parker, noto col suo soprannome Juice (Chicago, ...), è un rapper statunitense.
È conosciuto per aver sconfitto Eminem in una gara freestyle del 1997.
Noto per il suo stile liscio e la sua abilità come rapper umoristico, ha ricevuto parecchi riconoscimenti legati al mondo del freestyle. Una battaglia famosa fu quella contro Supernatural.
Il primo suo album degno di nota fu 100% J.U.I.C.E. con la hit "Sincerely" dove parla del suo status di provenienza underground e proclama di essere "un tipo diventato famoso per non essere mai stato famoso". L'ultimo album di MC Juice è All Bets Off, del 2005. MC Juice è anche famoso per altri album ampiamente dibattuti come "Tip of the Iceberg", "Listen 2Tha Werds" e il famoso mixtape "30 Minutes Freestyle". 
MC Juice è anche noto per la collaborazione con il gruppo hip hop Binary Star nel brano "The KGB".
A causa della complessità dei suoi testi nel freestyle è stato spesso accusato di scriverli prima della battaglia, accuse da lui respinte.

## Discografia
- "100% J.U.I.C.E." (2001)
- "Tip of The Iceberg" (2003)
- "Listen2thaWerds" (2003)
- "All Bets Off" (2005)
- "New Money" (2006)